# لشکر چهارم زرهی (ورماخت)
لشکر چهارم زرهی (به آلمانی: 4. Panzerdivision) یکی از لشکرهای زرهی نیروی زمینی آلمان در دوره رایش سوم بود که در سال ۱۹۳۸ تشکیل شد و در جریان جنگ جهانی دوم در جبهه‌های غربی و شرقی به نبرد پرداخت.

## تشکیل و سازمان
لشکر چهارم زرهی ۱۰ نوامبر سال ۱۹۳۸ در قرارگاه خود در وورتسبورگ به فرماندهی سرتیپ گئورگ-هانس راینهارت تشکیل شد. این لشکر نیز همانند سایر لشکرهای زرهی آن زمان، شامل دو هنگ ۳۵ و ۳۶ زرهی می‌شد. هر یک از این هنگ‌ها دارای دو گردان و هر گردان دارای چهار گروهان بودند.

## تاریخچه عملیاتی

### لهستان
لشکر چهارم زرهی به عنوان بخشی از ارتش دهم از گروه ارتش جنوب، در جریان تهاجم به لهستان در کنار لشکر یکم زرهی، نقش سرنیزه زرهی ارتش خود را بر عهده داشت. هنگ ۳۵ زرهی این لشکر به عنوان نخستین یگان آلمانی، خود را به حومه ورشو، پایتخت لهستان رساند و ۹ سپتامبر همراه هنگ ۳۶ زرهی، مأمور به ورود به شهر شد. در جریان تلاش برای اجرای این فرمان هنگ ۳۶ زرهی با برخورد به مقاومت سازمان یافته دشمن، متحمل تلفات سنگینی شد. شرایط برای هنگ ۳۵ زرهی نیز به همین ترتیب دشوار بود به شکلی که این هنگ دو تن از فرماندهان گروهان‌های خود را در میدان نبرد از دست داد. لشکر چهارم زرهی در عرض تنها یک روز از نبرد ورشو ۵۷ تانک از مجموع ۱۲۰ تانک به‌کار گرفته شده در این موضع، را از دست داد. از همین رو تهاجم به ورشو متوقف و لشکر برای استراحت و بازسازی از خط مقدم عقب کشیده شد. در مجموع در نبرد لهستان تا ۲۰ سپتامبر، قریب به ۵۰۰ تن از ۱۰ هزار نفر نیروی لشکر چهارم زرهی کشته و ۹۴ تانک آن آسیب دیده یا منهدم شدند. خسارت وارده به تجهیزات این لشکر معادل یک سوم کل تانک‌های آغاز جنگ آن شامل ۶ تانک پنزر ۴ بود. تعدادی از تانک‌ها برای جلوگیری از به غنیمت درآمدن، توسط خدمه منفجر شدند.

### فرانسه و کشورهای سفلی

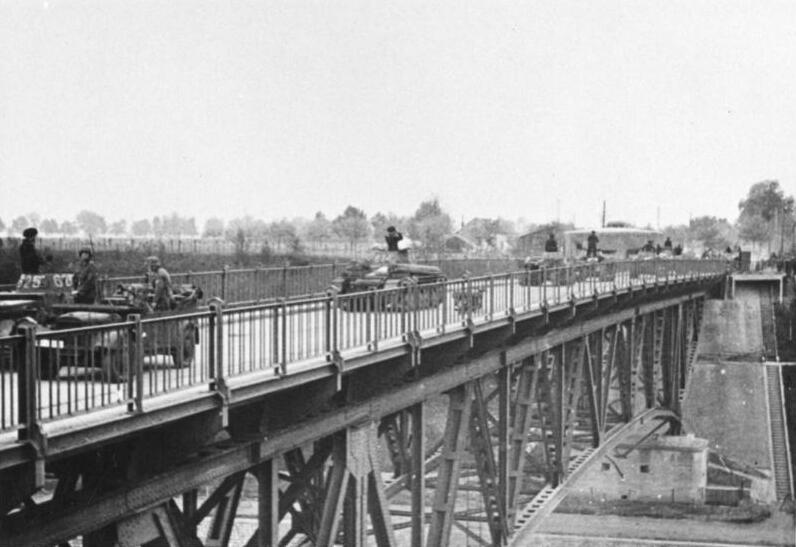
نیروهای موتوریزه لشکر چهارم زرهی در حال عبور از کانال آلبرت، بلژیک، ۱۱ مه ۱۹۴۰

لشکر چهارم زرهی به فرماندهی سرتیپ یوهان اشتفر به عنوان بخشی از سپاه ۱۶ موتوریزه از گروه ارتش ب، بلژیک را از ۱۰ ماه مه سال ۱۹۴۰ مورد تهاجم قرار داد. در این هنگام از مجموع ۳۱۴ تانک این لشکر برای انجام عملیات، ۱۵۲ دستگاه آن تانک‌های منسوخ پنزر ۱ بودند. وظیفه این لشکر محافظت از جناح گروه ارتش آ بود که قصد داشت با عبور از رود موس خط نیروهای دشمن را بشکند. با واکنش نیروهای فرانسوی به این اقدام، نخستین نبرد عمده زرهی جنگ برای هنگ ۳۵ زرهی لشکر در ۱۲ ماه مه در نزدیکی انو و روز بعد در مردور به وقوع پیوست. این یگان موفق شد در طی این درگیری‌ها ۳۹ تانک فرانسوی را از بین ببرد. در مجموع در نبردهای جبهه غربی لشکر چهارم زرهی ۵۱۸ تن از نیروها و ۸۶ دستگاه از تانک‌های خود را از دست داد.
پس از فروپاشی مقاومت فرانسه، لشکر چهارم زرهی به منظور مراقبت از سرزمین‌های تصرف شده، به لیبورن در مرز اراضی تحت کنترل دولت فرانسه ویشی در جنوب منتقل گردید. در این زمان فرماندهی لشکر به سرتیپ فن لانگرمن اونت ارلنکمپ سپرده شد. برنامه‌هایی جهت پیشروی بیشتر به سمت جنوب برای مشارکت این لشکر در عملیات‌های احتمالی علیه جبل‌الطارق مطرح گشت که هیچگاه عملی نشد و لشکر در همان موضع باقی‌ماند. روز ۱۱ نوامبر هنگ ۳۶ زرهی به لشکر چهاردهم زرهی که در حال ایجاد بود، منتقل شد.
لشکر چهارم زرهی از ۴ آوریل سال ۱۹۴۱ برای آماده‌سازی جهت تهاجم به یوگسلاوی به مرز مجارستان منتقل گردید اما در نهایت ۲۰ آوریل راهی ناحیه پوزن شد که دو ماه آینده را در آن سپری نمود. از روز ۶ ژوئن راهپیمایی لشکر به سمت مرز آلمان و شوروی آغاز شد تا به سپاه ۲۴ موتوریزه گروه زرهی ۲ ملحق شود. در این زمان این لشکر ۲۰۴ تانک، ۷۸ خودروی زرهی، قریب به ۲۰۰۰ کامیون، ۱۰۰۰ اتوموبیل و ۱۶۰۰ موتورسیکلت در اختیار داشت که آن را به یکی مجهزترین لشکرهای زرهی ورماخت بدل ساخته بود.

### شوروی

#### عملیات بارباروسا
با آغاز عملیات بارباروسا در ۲۲ ژوئن سال ۱۹۴۱، لشکر چهارم زرهی حمله خود را از ساعت ۳:۳۰ بامداد با یک گلوله‌باران نیم ساعته شروع کرد. به این گلوله‌باران هیچ پاسخی از جانب دشمن داده نشد و تیپ ۴ تفنگ‌دار لشکر بدون مواجهه با هیچ مقاومتی با کمک قایق‌های بادی از رود بوگ گذر کرد. این لشکر با گذر از جنوب برست، از طریق مناطق جنگی به سمت شرق پیشروی نمود. شهر کوبرین اندکی پس از ساعت ۱۵ روز ۲۳ ژوئن به تصرف نیروهای لشکر درآمد و سپس با با حفاظت جناح راست لشکر سوم زرهی، حرکت به سمت مینسک ادامه پیدا کرد. روز ۲۴ ژوئن حمله ۱۲ بمب‌افکن دشمن به این لشکر، سه کشته و ۲۰ زخمی برجای نهاد. لشکر چهارم زرهی ۲۷ ژوئن با تحمل خسارت تنها یک کشته و چند زخمی، شهر باراناویچی را به زیر سلطه خود درآورد و ۳۰۰ سرباز دشمن به اسارت گرفت. در همین موقعیت ۲۵ توپ، ۱۱ تانک، چندین کامیون و تعدادی ذخیره سوخت نیز غنیمت گرفته شد.
اوایل ماه ژوئیه لشکر چهارم زرهی با رخنه در خط دفاعی استالین، به سمت رود دنیپر پیشروی کرد. روز ۴ ژوئیه این لشکر مأمور به دستیابی به استاریی‌بیچوف و پل آن بر روی رود دنیپر شد. در این موضع لشکر با مقاومت شدید دشمن مواجه و درگیر مبارزات سنگینی گشت. بین روزهای ۱ تا ۱۰ ماه ژوئیه، ۱۲۰ تن از نیروهای لشکر کشته و ۱۷۸ تن دیگر زخمی شدند. پس از چند نبرد زرهی سخت، روز ۱۳ ژوئیه توان عملیاتی لشکر به ۲۵ تانک کاهش یافت. تا روز ۲۰ ژوئیه این لشکر خود را به پروپویسک رساند و شهر را به تصرف درآورد. چندین ضد حمله دشمن در این موقعیت توسط لشکر چهارم زرهی دفع گردید که مرگ ۱۵۱ تن و زخمی شدن ۴۹۳ تن از نیروهای آن انجامید. روز ۲۱ ژوئیه ۴۴ تانک عملیاتی در اختیار لشکر بود. روزهای بعد با دریافت تانک‌های جایگزین و قطعات یدکی، این مقدار به ۹۰ تانک افزایش پیدا کرد. روز ۳۰ ژوئیه در اثر کمبود مهمات عملیات عبور از روز دنیپر لغو شد.
اوایل ماه اوت، لشکر چهارم زرهی به مناطق جنوبی منتقل شد تا در عملیات علیه نیروهای دشمن در حوالی کی‌یف مشارکت نماید. این لشکر در دو روز آغازین، با پیشروی ۷۰ کیلومتری و اسارت ۴۰۰ تن از قوای دشمن، موفقیت بزرگی کسب کرد. در مجموع برآورد می‌شود در جریان نبردهای اطراف کی‌یف، لشکر چهارم زرهی قریب به ۳ هزار سرباز شوروی را از بین برده و ۱۷ هزار تن از آن‌ها را اسارت گرفته‌است. از مجموع تانک‌های باقیمانده لشکر چهارم زرهی، روز ۹ سپتامبر ۸۳ دستگاه عملیاتی و ۷۹ دستگاه نیازمند تعمیر بودند. در نهایت روز ۲۵ سپتامبر عملیات در قالب گروه ارتش جنوب به پایان رسید، این لشکر به منطقه اریول در شمال منتقل گشت تا آماده تهاجم به مسکو شود.

##### مسکو
لشکر چهارم زرهی به عنوان بخشی از سپاه ۲۴ موتوریزه از روز ۳۰ سپتامبر در قالب عملیات تایفون، یورش به جانب مسکو را آغاز کرد. لشکر چهارم زرهی نقش کلیدی را برای گروه زرهی ۲ در جناح جنوبی گروه ارتش مرکز ایفا نمود. این لشکر، با وجود عملی نشدن پشتیبانی هوایی برنامه‌ریزی‌شده در اثر مه‌آلود بودن هوا، صبح روز ۳۰ سپتامبر سال ۱۹۴۱ در طول جاده گلوخوف-سفسک خط مقدم مدافعان ارتش سرخ را شکست. گروه رزمی ابرباخ متشکل از هنگ زرهی لشکر و چندین یگان دیگر، نقش جلودار لشکر را بر عهده داشت. نبردهای موضعی در نقاط مختلف به وقوع پیوست اما نیروهای لشکر با سرعت بسیار زیادی پیش رفتند. این نیروها تا عصر روز نخست خود را به کروگلایا پولیانا در عمق حدود ۲۵ کیلومتری دفاع دشمن رساندند. گروه رزمی جلودار لشکر حمله را از ساعت ۷ صبخ روز بعد از سر گرفت. با بهبود شرایط آب‌هوایی، زیر چتر پشتیبانی نزدیک هوایی هواگردهای اشتوکا، سفسک و پل‌های مهمی در شمال آن به تصرف درآمد. به دستور ارتشبد هاینتس گودریان، فرمانده گروه زرهی، نیروهای لشکر تقریباً بلافاصله حرکت به سمت دمیتروفسک را آغاز کردند. این لشکر تا ساعات ۱۰ شب روز ۱ اکتبر خود را به دمیتروفسک در ۱۲۰ کیلومتری عمق اراضی مدافعان رساند تا بدون تحمل تلفات زیادی به عنوان سریع‌ترین یگان آلمانی این عملیات در عرض دو روز نیمی از راه شهر اریول را پیموده باشد. سلطه بر اریول نیز روز ۳ اکتبر محقق شد. هنگام حرکت از روز بعد به جانب متسنسک تنها ۵۹ تانک عملیاتیمعادل ۶۰ درصد کل تانک‌های آغاز عملیات، در این لشکر باقی مانده بود. از مجموع خسارات صرفاً شش تانک توسط دشمن منهدم شده و مابقی مشکلات فنی پیدا کرده بودند. در نبرد بر سر اریول و متسنسک، لشکر چهارم زرهی برای نخستین بار با تعداد زیادی از تانکهای قدرتمند کی‌وی-۱ و تی-۳۴ دشمن مواجه گشت. پس از این درگیری شش تانک دیگر لشکر به همراه ادوات دیگری نیز از دست رفت. به هر صورت منابع شوروی مدعی شدند ۵۰ تانک آلمانی در این نبرد منهدم کرده‌اند. در مواجهه با مقاومت شدید دشمن، ادامه عملیات تا روز نهم اکتبر متوقف شد. با از سرگیری تهاجم، متسنسک روز ۱۱ اکتبر به تصرف درآمد اما درگیری‌ها در این شهر دو هفته دیگر ادامه پیدا کرد. پیشروی لشکر آن را روز ۳۱ اکتبر به ناحیه تولا رساند. نبرد ماه‌های اکتبر و نوامبر در مجموع موجب کشته شدن ۳۵۰ نفر از نیروهای لشکر و زخمی شدن قریب به هزار نفر دیگر از آن‌ها شد. شرایط وخیم آب‌وهوایی باعث بیماری بسیاری دیگر از نفرات لشکر گردید. اوایل ماه دسامبر ونیوف تصرف شد و تلاش برای سلطه بر تولا ادامه پیدا کرد. شرایط آب‌وهوا، کمبود سوخت و تجهیزات و مقاومت سرسختانه دشمن، دست آخر موجبات توقف نهایی لشکر چهارم زرهی در حومه تولا را فراهم آورد.

#### عقب‌نشینی
آغاز ضد حمله گسترده ارتش سرخ از پنجم ماه دسامبر سال ۱۹۴۱، لشکر چهارم زرهی را تا اورل عقب راند. در طول این ماه لشکر تقریباً تمامی تانک‌های خود را از دست داد و تنها یک یگان به اندازه گروهان برای آن باقی ماند. تا اواخر ماه ژانویه سال ۱۹۴۲ عقب‌نشینی تا بریانسک ادامه پیدا کرد. ماه فوریه لشکر چهارم زرهی گزارش کرد در مجموع ۱۱ هزار نفر، ۱۲ تانک و ۱۸ توپ در اختیار دارد. در طول نبردهای سنگین هفت ماه گذشته قریب به ۱۳۰۰ تن از نیروهای لشکر جان خود را از دست داده و نزدیک به ۴ هزار نفر از آن‌ها زخمی شده بودند. تا این زمان تقریباً تمامی خودروهای لشکر از میان رفته بود. در ادامه نیروها وادار به راهپیمایی پیاده و استفاده از ۳۵۰۰ اسب لشکر جهت جابه‌جایی ادوات شدند. لشکر چهارم زرهی بیشتر سال ۱۹۴۲ درگیر عملیات‌های تدافعی در طول رود اوکا در ناحیه متسنسک بود. روز ۱ دسامبر سال ۱۹۴۲ تنها ۲۰ تانک در اختیار لشکر چهارم زرهی از جمله ۲ پنزر ۲، ۲ تانک فرماندهی و ۱ تانک غنیمتی تی-۳۴ بود. در این زمان تنها بخشی از لشکر حالت موتوریزه داشت.

#### ادامه عملیات در روسیه
با مشارکت لشکر در برخی عملیات‌های تهاجمی بزرگ در ماه ژوئیه و اقدامات ضد پارتیزانی، شدت نبردهای آن محدود شد. به همین جهت تلفات آن از ماه مه سال ۱۹۴۲ تا پایان ماه ژانویه سال ۱۹۴۳ تنها اندکی بیش از ۸۰۰ کشته، مجروح و مفقود بود. لشکر سال ۱۹۴۳ شروع به بازسازی نمود. نیروی انسانی آن تکمیل گردید اما توان هنگ زرهی آن با توجه به محدودیت تولید تانک در آلمان و انتقال قوا به مناطق جنوبی جهت اجرای یک عملیات تهاجمی بزرگ، همچنان پایین باقی ماند.
ماه ژانویه سال ۱۹۴۳ ترابری نخستین بخش خودروها، نفرات و تجهیزات جهت ترمیم لشکر آغاز شد. با این حال از ۲۸۰ نیمه‌شنی وعده داده شده تنها ۱۰۰ دستگاه تحویل لشکر گردید. همچنین دریافت تانک‌های پنتر تا سال بعد به طول انجامید و این لشکر هیچگاه تانک تیگر دریافت نکرد. به هر صورت گردان ۹۰۴ اشتوگ جهت پشتیبانی از لشکر عازم گردید. به گردان ۴۹ ضد تانک لشکر نیز ۲۷ توپ خودکششی ضد تانک ماردر ۲ اختصاص یافت.
قسمتی از خط مقدم که لشکر چهارم زرهی در آن حضور داشت نسبتاً آرام بود و لشکر تنها اقدامات تهاجمی محدودی را اواخر سال ۱۹۴۳ و اوایل سال ۱۹۴۴ تجربه کرد. این شرایط با شمول لشکر در اوایل ماه فوریه سال ۱۹۴۴ در گروه‌رزمی که مسئول نجات نیروهای به محاصره درآمده آلمانی در ناحیه کوفل شده بود، تغییر کرد. این گروه‌رزمی در طول رود بوگ در نزدیکی شهر دوروهوسک مستقر گردید و تلاش کرد از روز ۱۹ مارس محاصره را از جانب غربی بشکند. لشکر چهارم زرهی که با گروه‌رزمی مولنکمپ تقویت شده بود، تحت امر سپاه ۵۶ زرهی، در تهاجم مشارکت نمود. این لشکر با حمله از جانب شمال غربی موفق به عبور از سد نیروهای دشمن و رساندن خود به کوفل در روز ۵ آوریل گردید.
پس از موفقیت در کوفل، لشکر چهارم زرهی دو و نیم ماه را در قسمتی نسبتاً آرام در پشت خط مقدم گذراند و در عملیات کوچک عموماً علیه گروه‌های پارتیزانی مشارکت داشت. با دریافت اطلاعاتی از تهاجم گسترده قریب‌الوقوع شوروی، لشکر در عرض دو هفته مقداری نیروی انسانی و تجهیزات دریافت کرد. با تحویل تعدادی تانک پنتر مدل آ و پنزر ۴ مدل گِ و همچنین توپ‌های خودکششی ضد تانک یگدپنتسر ۴، شمار تانک‌های لشکر به ۱۳۰ دستگاه رسید.
با آغاز عملیات باگراتیون در ۲۲ ژوئن سال ۱۹۴۴ توسط شوروی، لشکر چهارم زرهی با قطار به مرکز ناحیه عملیاتی در بلاروس منتقل شد.